# 全胜乡
全胜乡，是中华人民共和国四川省资阳市乐至县曾经下辖的一个乡。2019年12月，撤销全胜乡，将其所属行政区域划归良安镇管辖。

## 行政区划
全胜乡撤销前下辖以下地区：
大石岩村、卷子坝村、宣家沟村、罗家沟村、麻柳沟村、落羊湾村、八块田村、三台山村、新祠堂村和祖师庙村。